# Francesco Morini
Francesco Morini (12. srpen 1944, San Giuliano Terme, Italské království – 31. srpen 2021, Forte dei Marmi, Itálie) byl italský fotbalový obránce.
Prvních šest let fotbalové kariéry strávil v Sampdorii. Odehrál zde celkem 170 utkání a největším úspěchem bylo vítězství ve druhé lize v sezoně 1966/67. V létě roku 1969 byl se spoluhráčem Vierim vyměněn do Juventusu za Benettiho. Za Bianconeri hrál 11 sezon a odehrál celkem 377 utkání. Vyhrál pět titulů (1971/72, 1972/73, 1974/75, 1976/77, 1977/78), jeden italský pohár (1978/79) a také pohár UEFA (1976/77). V sezoně 1979/80 neodehrál žádné utkání a tak se rozhodl odejít do kanadského klubu Toronto Blizzard. Za 17 let aktivní kariéry odehrál celkem 569 utkání ale ani v jednou utkání nevstřelil branku.
Po skončení fotbalové kariéry, zastával v Juventusu různé funkce, tou největší byla manažerská na začátku 90. letech.

## Hráčská statistika
| Sezóna           | Klub             | Liga             | Liga   | Liga       | Ligové poháry | Ligové poháry | Ligové poháry | Kontinentální poháry | Kontinentální poháry | Kontinentální poháry | Celkem | Celkem |
| Sezóna           | Klub             | Soutěž           | Zápasy | Obdr. Góly | Soutěž        | Zápasy        | Góly          | Soutěž               | Zápasy               | Góly                 | Zápasy | Góly   |
| ---------------- | ---------------- | ---------------- | ------ | ---------- | ------------- | ------------- | ------------- | -------------------- | -------------------- | -------------------- | ------ | ------ |
| 1963/64          | Sampdoria        | Serie A          | 17     | 0          | IP            | 0             | 0             | -                    | 0                    | 0                    | 17     | 0      |
| 1964/65          | Sampdoria        | Serie A          | 29     | 0          | IP            | 1             | 0             | -                    | 0                    | 0                    | 30     | 0      |
| 1965/66          | Sampdoria        | Serie A          | 31     | 0          | IP            | 0             | 0             | -                    | 0                    | 0                    | 31     | 0      |
| 1966/67          | Sampdoria        | Serie B          | 31     | 0          | IP            | 2             | 0             | -                    | 0                    | 0                    | 33     | 0      |
| 1967/68          | Sampdoria        | Serie A          | 29     | 0          | IP            | 1             | 0             | -                    | 0                    | 0                    | 30     | 0      |
| 1968/69          | Sampdoria        | Serie A          | 26     | 0          | IP            | 3             | 0             | -                    | 0                    | 0                    | 29     | 0      |
| 1969/70          | Juventus         | Serie A          | 27     | 0          | IP            | 5             | 0             | Vel.P                | 4                    | 0                    | 36     | 0      |
| 1970/71          | Juventus         | Serie A          | 30     | 0          | IP            | 3             | 0             | Vel.P                | 10                   | 0                    | 43     | 0      |
| 1971/72          | Juventus         | Serie A          | 30     | 0          | IP            | 9             | 0             | UEFA                 | 6                    | 0                    | 45     | 0      |
| 1972/73          | Juventus         | Serie A          | 24     | 0          | IP            | 5             | 0             | PMEZ                 | 8                    | 0                    | 37     | 0      |
| 1973/74          | Juventus         | Serie A          | 27     | 0          | IP            | 7             | 0             | PMEZ+Int.P           | 2+1                  | 0                    | 37     | 0      |
| 1974/75          | Juventus         | Serie A          | 26     | 0          | IP            | 6             | 0             | UEFA                 | 9                    | 0                    | 41     | 0      |
| 1975/76          | Juventus         | Serie A          | 25     | 0          | IP            | 3             | 0             | PMEZ                 | 4                    | 0                    | 32     | 0      |
| 1976/77          | Juventus         | Serie A          | 26     | 0          | IP            | 4             | 0             | UEFA                 | 11                   | 0                    | 41     | 0      |
| 1977/78          | Juventus         | Serie A          | 26     | 0          | IP            | 7             | 0             | PMEZ                 | 5                    | 0                    | 38     | 0      |
| 1978/79          | Juventus         | Serie A          | 15     | 0          | IP            | 5             | 0             | PMEZ                 | 2                    | 0                    | 22     | 0      |
| 1979/80          | Juventus         | Serie A          | 0      | 0          | IP            | 0             | 0             | PVP                  | 0                    | 0                    | 0      | 0      |
| Celkově v Itálii | Celkově v Itálii | Celkově v Itálii | 419    | 0          | -             | 61            | 0             | -                    | 62                   | 0                    | 542    | 0      |

## Reprezentační kariéra
Za reprezentaci nastoupil do 11 utkání. První zápas odehrál 25. února 1973 proti Turecku (1:0). Poté reprezentoval svou zem na MS 1974, kde odehrál všechna utkání. Uškodilo mu že měl velkou konkurenci na svém postu a tak víc něž 11 zápasů neodehrál.

### Statistika na velkých turnajích
| Reprezentace | Rok     | Zápasy             | Zápasy | Zápasy    | Zápasy           | Zápasy           | Zápasy   |
| Reprezentace | Rok     | Fáze turnaje       | Datum  | Soupeř    | Odehraných minut | Vstřelené branky | Výsledek |
| ------------ | ------- | ------------------ | ------ | --------- | ---------------- | ---------------- | -------- |
| Itálie       | MS 1974 | 1 zápas ve skupině | 15. 6. | Haiti     | 90               | 0                | 3:1      |
| Itálie       | MS 1974 | 2 zápas ve skupině | 19. 6. | Argentina | 66               | 0                | 1:1      |
| Itálie       | MS 1974 | 3 zápas ve skupině | 23. 6. | Polsko    | 90               | 0                | 1:2      |

## Hráčské úspěchy

### Klubové
- 5× vítěz 1. italské ligy (1971/72, 1972/73, 1974/75, 1976/77, 1977/78)
- 1× vítěz 2. italské ligy (1966/67)
- 1× vítěz italského poháru (1978/79)
- 1x vítěz poháru UEFA (1976/77)

### Reprezentační
- 1× na MS (1974)

### Vyznamenání
Medaile za atletickou statečnost (1972) 